# كومار بوس
كومار بوس (بالإنجليزية: Kumar Bose)‏ هو ملحن هندي، ولد في 4 أبريل 1953.

## وصلات خارجية
- كومار بوس على موقع ميوزك برينز (الإنجليزية)
- كومار بوس على موقع ديسكوغز (الإنجليزية)